# 한스 월터 울프
한스 월터 울프(Hans Walter Wolff, 1911년 12월 17일 - 1993년 10월 22일)는 독일의 개신교 신학자였다. 그는  마인츠  대학교에서 1959년부터 1967년까지 강의했고, 1967년부터 1978년까지  하이델베르크대학교에 게하르트 폰 라트와 함께 구약교수를 하였다.

## 저서들
- Amos the Prophet (1973)
- The Old Testament: A Guide to Its Writings (1973)
- Anthropology of the Old Testament (1974)
- The Vitality of Old Testament Traditions (1975, with Walter Brueggemann)
- Hosea (1977)
- Joel and Amos (1977)
- Micah (1981)
- Haggai (1990)
- Obadiah and Jonah (1991)

## 같이 보기
- Christoph Wolff – his son